# Lista di asteroidi (528001-529000)
Di seguito una lista di asteroidi dal numero 528001 al 529000 con data di scoperta e scopritore.

## 528001–528100
| Nome     | Designazione provvisoria | Data di scoperta | Scopritore          |
| -------- | ------------------------ | ---------------- | ------------------- |
| 528001 - | 2008 EF133               | 11 marzo 2008    | Mount Lemmon Survey |
| 528002 - | 2008 EW136               | 11 marzo 2008    | Spacewatch          |
| 528003 - | 2008 EB146               | 7 marzo 2008     | Mount Lemmon Survey |
| 528004 - | 2008 EO153               | 12 marzo 2008    | Mount Lemmon Survey |
| 528005 - | 2008 EO157               | 10 marzo 2008    | Mount Lemmon Survey |
| 528006 - | 2008 EV158               | 11 marzo 2008    | Mount Lemmon Survey |
| 528007 - | 2008 EW158               | 11 marzo 2008    | Mount Lemmon Survey |
| 528008 - | 2008 EB160               | 11 marzo 2008    | Spacewatch          |
| 528009 - | 2008 EA161               | 4 marzo 2008     | Mount Lemmon Survey |
| 528010 - | 2008 EF162               | 9 febbraio 2008  | Mount Lemmon Survey |
| 528011 - | 2008 EP162               | 13 marzo 2008    | Spacewatch          |
| 528012 - | 2008 ER162               | 13 marzo 2008    | Spacewatch          |
| 528013 - | 2008 EA163               | 5 marzo 2008     | Mount Lemmon Survey |
| 528014 - | 2008 EG163               | 11 marzo 2008    | Spacewatch          |
| 528015 - | 2008 EK163               | 11 marzo 2008    | Mount Lemmon Survey |
| 528016 - | 2008 EF165               | 2 marzo 2008     | Spacewatch          |
| 528017 - | 2008 EJ165               | 11 febbraio 2008 | Spacewatch          |
| 528018 - | 2008 EQ165               | 3 marzo 2008     | PMO NEO             |
| 528019 - | 2008 EX166               | 7 marzo 2008     | CSS                 |
| 528020 - | 2008 EN168               | 11 marzo 2008    | Mount Lemmon Survey |
| 528021 - | 2008 EG171               | 10 marzo 2008    | Spacewatch          |
| 528022 - | 2008 EH171               | 8 marzo 2008     | Spacewatch          |
| 528023 - | 2008 EY171               | 1º marzo 2008    | Spacewatch          |
| 528024 - | 2008 EZ171               | 6 marzo 2008     | CSS                 |
| 528025 - | 2008 FA2                 | 13 febbraio 2008 | Spacewatch          |
| 528026 - | 2008 FN3                 | 9 febbraio 2008  | Spacewatch          |
| 528027 - | 2008 FS4                 | 27 febbraio 2008 | Spacewatch          |
| 528028 - | 2008 FC8                 | 8 febbraio 2008  | Spacewatch          |
| 528029 - | 2008 FH9                 | 8 febbraio 2008  | Spacewatch          |
| 528030 - | 2008 FQ17                | 8 febbraio 2008  | Spacewatch          |
| 528031 - | 2008 FF18                | 28 febbraio 2008 | Spacewatch          |
| 528032 - | 2008 FJ19                | 27 marzo 2008    | Mount Lemmon Survey |
| 528033 - | 2008 FM20                | 6 marzo 2008     | Spacewatch          |
| 528034 - | 2008 FA24                | 27 marzo 2008    | Spacewatch          |
| 528035 - | 2008 FT24                | 27 marzo 2008    | Spacewatch          |
| 528036 - | 2008 FM30                | 28 febbraio 2008 | Mount Lemmon Survey |
| 528037 - | 2008 FD35                | 2 febbraio 2008  | Mount Lemmon Survey |
| 528038 - | 2008 FL37                | 10 marzo 2008    | Mount Lemmon Survey |
| 528039 - | 2008 FM37                | 28 marzo 2008    | Spacewatch          |
| 528040 - | 2008 FV37                | 10 marzo 2008    | Spacewatch          |
| 528041 - | 2008 FU38                | 6 marzo 2008     | Spacewatch          |
| 528042 - | 2008 FT40                | 28 marzo 2008    | Spacewatch          |
| 528043 - | 2008 FY45                | 28 marzo 2008    | Mount Lemmon Survey |
| 528044 - | 2008 FM46                | 11 marzo 2008    | Mount Lemmon Survey |
| 528045 - | 2008 FK49                | 8 marzo 2008     | Spacewatch          |
| 528046 - | 2008 FO49                | 12 marzo 2008    | Spacewatch          |
| 528047 - | 2008 FC52                | 28 marzo 2008    | Mount Lemmon Survey |
| 528048 - | 2008 FW52                | 28 marzo 2008    | Mount Lemmon Survey |
| 528049 - | 2008 FA58                | 28 marzo 2008    | Spacewatch          |
| 528050 - | 2008 FC62                | 26 febbraio 2008 | Mount Lemmon Survey |
| 528051 - | 2008 FH62                | 2 febbraio 2008  | Mount Lemmon Survey |
| 528052 - | 2008 FN64                | 10 febbraio 2008 | Spacewatch          |
| 528053 - | 2008 FG65                | 28 marzo 2008    | Spacewatch          |
| 528054 - | 2008 FV65                | 28 marzo 2008    | Mount Lemmon Survey |
| 528055 - | 2008 FF66                | 28 marzo 2008    | Spacewatch          |
| 528056 - | 2008 FE73                | 28 ottobre 2005  | Mount Lemmon Survey |
| 528057 - | 2008 FA77                | 27 marzo 2008    | Mount Lemmon Survey |
| 528058 - | 2008 FA79                | 27 marzo 2008    | Mount Lemmon Survey |
| 528059 - | 2008 FE81                | 27 marzo 2008    | Mount Lemmon Survey |
| 528060 - | 2008 FT83                | 4 marzo 2008     | Mount Lemmon Survey |
| 528061 - | 2008 FY86                | 5 marzo 2008     | Spacewatch          |
| 528062 - | 2008 FQ89                | 18 gennaio 2008  | Spacewatch          |
| 528063 - | 2008 FQ90                | 8 febbraio 2008  | Spacewatch          |
| 528064 - | 2008 FX90                | 7 febbraio 2008  | Spacewatch          |
| 528065 - | 2008 FR93                | 29 marzo 2008    | Spacewatch          |
| 528066 - | 2008 FZ94                | 29 marzo 2008    | Spacewatch          |
| 528067 - | 2008 FF99                | 30 marzo 2008    | Spacewatch          |
| 528068 - | 2008 FD102               | 30 marzo 2008    | Spacewatch          |
| 528069 - | 2008 FY102               | 30 marzo 2008    | Spacewatch          |
| 528070 - | 2008 FA104               | 30 marzo 2008    | Spacewatch          |
| 528071 - | 2008 FE104               | 30 marzo 2008    | Spacewatch          |
| 528072 - | 2008 FJ105               | 29 febbraio 2008 | Spacewatch          |
| 528073 - | 2008 FV105               | 31 marzo 2008    | Spacewatch          |
| 528074 - | 2008 FF106               | 30 marzo 2008    | LINEAR              |
| 528075 - | 2008 FS108               | 31 marzo 2008    | Mount Lemmon Survey |
| 528076 - | 2008 FX108               | 31 marzo 2008    | Mount Lemmon Survey |
| 528077 - | 2008 FJ117               | 31 marzo 2008    | Spacewatch          |
| 528078 - | 2008 FO117               | 31 marzo 2008    | Spacewatch          |
| 528079 - | 2008 FZ121               | 31 marzo 2008    | Mount Lemmon Survey |
| 528080 - | 2008 FB122               | 28 febbraio 2008 | Spacewatch          |
| 528081 - | 2008 FH122               | 14 marzo 2008    | CSS                 |
| 528082 - | 2008 FC123               | 28 marzo 2008    | Mount Lemmon Survey |
| 528083 - | 2008 FL123               | 28 marzo 2008    | Spacewatch          |
| 528084 - | 2008 FQ123               | 29 marzo 2008    | Spacewatch          |
| 528085 - | 2008 FC125               | 30 marzo 2008    | Spacewatch          |
| 528086 - | 2008 FJ125               | 31 marzo 2008    | Spacewatch          |
| 528087 - | 2008 FP125               | 31 marzo 2008    | Spacewatch          |
| 528088 - | 2008 FF133               | 31 marzo 2008    | Spacewatch          |
| 528089 - | 2008 FX136               | 29 marzo 2008    | Mount Lemmon Survey |
| 528090 - | 2008 FP138               | 31 marzo 2008    | Mount Lemmon Survey |
| 528091 - | 2008 FS138               | 27 marzo 2008    | Mount Lemmon Survey |
| 528092 - | 2008 FB139               | 31 marzo 2008    | Mount Lemmon Survey |
| 528093 - | 2008 GR2                 | 10 marzo 2008    | Spacewatch          |
| 528094 - | 2008 GU4                 | 3 marzo 2008     | PMO NEO             |
| 528095 - | 2008 GZ8                 | 1º aprile 2008   | Mount Lemmon Survey |
| 528096 - | 2008 GA9                 | 4 marzo 2008     | Mount Lemmon Survey |
| 528097 - | 2008 GE20                | 8 aprile 2008    | W. K. Y. Yeung      |
| 528098 - | 2008 GQ20                | 5 aprile 2008    | Mount Lemmon Survey |
| 528099 - | 2008 GB22                | 13 febbraio 2008 | Spacewatch          |
| 528100 - | 2008 GY28                | 5 marzo 2008     | Spacewatch          |

## 528101–528200
| Nome     | Designazione provvisoria | Data di scoperta | Scopritore          |
| -------- | ------------------------ | ---------------- | ------------------- |
| 528101 - | 2008 GA29                | 3 aprile 2008    | CSS                 |
| 528102 - | 2008 GM30                | 5 marzo 2008     | Spacewatch          |
| 528103 - | 2008 GQ30                | 3 aprile 2008    | Mount Lemmon Survey |
| 528104 - | 2008 GZ31                | 3 aprile 2008    | Spacewatch          |
| 528105 - | 2008 GU32                | 30 marzo 2008    | Spacewatch          |
| 528106 - | 2008 GS34                | 15 marzo 2008    | Mount Lemmon Survey |
| 528107 - | 2008 GA35                | 2 marzo 2008     | Spacewatch          |
| 528108 - | 2008 GQ35                | 3 aprile 2008    | Spacewatch          |
| 528109 - | 2008 GX46                | 4 aprile 2008    | Spacewatch          |
| 528110 - | 2008 GQ47                | 4 aprile 2008    | Spacewatch          |
| 528111 - | 2008 GL48                | 5 aprile 2008    | Mount Lemmon Survey |
| 528112 - | 2008 GN48                | 5 aprile 2008    | Spacewatch          |
| 528113 - | 2008 GV48                | 2 marzo 2008     | Spacewatch          |
| 528114 - | 2008 GD50                | 1º aprile 2008   | Spacewatch          |
| 528115 - | 2008 GV54                | 6 marzo 2008     | Spacewatch          |
| 528116 - | 2008 GC58                | 28 marzo 2008    | Mount Lemmon Survey |
| 528117 - | 2008 GA61                | 5 aprile 2008    | Mount Lemmon Survey |
| 528118 - | 2008 GD64                | 31 marzo 2008    | Spacewatch          |
| 528119 - | 2008 GF66                | 12 marzo 2008    | Spacewatch          |
| 528120 - | 2008 GK66                | 29 marzo 2008    | Spacewatch          |
| 528121 - | 2008 GU68                | 6 aprile 2008    | Spacewatch          |
| 528122 - | 2008 GA75                | 7 aprile 2008    | Spacewatch          |
| 528123 - | 2008 GL77                | 30 marzo 2008    | Spacewatch          |
| 528124 - | 2008 GL79                | 7 aprile 2008    | Spacewatch          |
| 528125 - | 2008 GZ80                | 31 marzo 2008    | Mount Lemmon Survey |
| 528126 - | 2008 GH82                | 8 aprile 2008    | Spacewatch          |
| 528127 - | 2008 GZ82                | 28 marzo 2008    | Spacewatch          |
| 528128 - | 2008 GS86                | 22 ottobre 2006  | CSS                 |
| 528129 - | 2008 GY88                | 29 marzo 2008    | Mount Lemmon Survey |
| 528130 - | 2008 GS91                | 13 marzo 2008    | Spacewatch          |
| 528131 - | 2008 GO92                | 28 marzo 2008    | Spacewatch          |
| 528132 - | 2008 GQ92                | 29 marzo 2008    | Mount Lemmon Survey |
| 528133 - | 2008 GW96                | 8 aprile 2008    | Spacewatch          |
| 528134 - | 2008 GW98                | 9 aprile 2008    | Spacewatch          |
| 528135 - | 2008 GG99                | 27 febbraio 2008 | Mount Lemmon Survey |
| 528136 - | 2008 GO104               | 12 febbraio 2008 | Mount Lemmon Survey |
| 528137 - | 2008 GE113               | 14 aprile 2008   | CSS                 |
| 528138 - | 2008 GA122               | 13 aprile 2008   | Spacewatch          |
| 528139 - | 2008 GY122               | 13 aprile 2008   | Spacewatch          |
| 528140 - | 2008 GO124               | 14 aprile 2008   | Mount Lemmon Survey |
| 528141 - | 2008 GF127               | 14 aprile 2008   | Mount Lemmon Survey |
| 528142 - | 2008 GJ130               | 5 aprile 2008    | Mount Lemmon Survey |
| 528143 - | 2008 GD131               | 7 aprile 2008    | Spacewatch          |
| 528144 - | 2008 GO133               | 4 aprile 2008    | Spacewatch          |
| 528145 - | 2008 GA138               | 11 aprile 2008   | Spacewatch          |
| 528146 - | 2008 GZ139               | 6 aprile 2008    | Spacewatch          |
| 528147 - | 2008 GN141               | 15 aprile 2008   | Mount Lemmon Survey |
| 528148 - | 2008 GP141               | 1º aprile 2008   | Spacewatch          |
| 528149 - | 2008 GL143               | 31 marzo 2008    | CSS                 |
| 528150 - | 2008 GT148               | 19 aprile 2004   | Spacewatch          |
| 528151 - | 2008 GZ148               | 3 aprile 2008    | Mount Lemmon Survey |
| 528152 - | 2008 GE149               | 13 aprile 2008   | Spacewatch          |
| 528153 - | 2008 GH149               | 6 aprile 2008    | Spacewatch          |
| 528154 - | 2008 GJ149               | 6 aprile 2008    | Mount Lemmon Survey |
| 528155 - | 2008 GK149               | 1º aprile 2008   | Mount Lemmon Survey |
| 528156 - | 2008 GO149               | 5 aprile 2008    | Mount Lemmon Survey |
| 528157 - | 2008 GP149               | 28 gennaio 2007  | Mount Lemmon Survey |
| 528158 - | 2008 HO1                 | 27 marzo 2008    | Spacewatch          |
| 528159 - | 2008 HS3                 | 30 aprile 2008   | CSS                 |
| 528160 - | 2008 HU6                 | 9 aprile 2008    | Spacewatch          |
| 528161 - | 2008 HF7                 | 24 aprile 2008   | Spacewatch          |
| 528162 - | 2008 HK7                 | 24 aprile 2008   | Spacewatch          |
| 528163 - | 2008 HU11                | 24 aprile 2008   | Spacewatch          |
| 528164 - | 2008 HC13                | 5 aprile 2008    | Mount Lemmon Survey |
| 528165 - | 2008 HZ19                | 26 aprile 2008   | Spacewatch          |
| 528166 - | 2008 HL20                | 31 marzo 2008    | Spacewatch          |
| 528167 - | 2008 HF22                | 26 aprile 2008   | Spacewatch          |
| 528168 - | 2008 HL22                | 26 aprile 2008   | Spacewatch          |
| 528169 - | 2008 HL23                | 27 aprile 2008   | Spacewatch          |
| 528170 - | 2008 HP25                | 27 aprile 2008   | Spacewatch          |
| 528171 - | 2008 HC27                | 6 aprile 2008    | Spacewatch          |
| 528172 - | 2008 HP27                | 30 marzo 2008    | Spacewatch          |
| 528173 - | 2008 HS28                | 5 marzo 2008     | Spacewatch          |
| 528174 - | 2008 HZ30                | 14 aprile 2008   | Spacewatch          |
| 528175 - | 2008 HQ31                | 29 aprile 2008   | Mount Lemmon Survey |
| 528176 - | 2008 HV40                | 26 aprile 2008   | Mount Lemmon Survey |
| 528177 - | 2008 HP42                | 13 marzo 2008    | Spacewatch          |
| 528178 - | 2008 HM44                | 30 marzo 2008    | Spacewatch          |
| 528179 - | 2008 HC47                | 15 aprile 2008   | Mount Lemmon Survey |
| 528180 - | 2008 HH47                | 28 aprile 2008   | Spacewatch          |
| 528181 - | 2008 HR50                | 29 aprile 2008   | Spacewatch          |
| 528182 - | 2008 HG54                | 29 aprile 2008   | Spacewatch          |
| 528183 - | 2008 HW55                | 29 aprile 2008   | Spacewatch          |
| 528184 - | 2008 HD58                | 28 febbraio 2008 | Spacewatch          |
| 528185 - | 2008 HD60                | 1º aprile 2008   | Mount Lemmon Survey |
| 528186 - | 2008 HK60                | 28 aprile 2008   | Mount Lemmon Survey |
| 528187 - | 2008 HP62                | 30 aprile 2008   | Spacewatch          |
| 528188 - | 2008 HR62                | 30 aprile 2008   | Spacewatch          |
| 528189 - | 2008 HR63                | 24 aprile 2008   | Spacewatch          |
| 528190 - | 2008 HE68                | 29 aprile 2008   | Mount Lemmon Survey |
| 528191 - | 2008 HA70                | 28 aprile 2008   | Mount Lemmon Survey |
| 528192 - | 2008 JM1                 | 27 marzo 2008    | Mount Lemmon Survey |
| 528193 - | 2008 JL7                 | 15 marzo 2008    | Mount Lemmon Survey |
| 528194 - | 2008 JQ12                | 3 maggio 2008    | Spacewatch          |
| 528195 - | 2008 JM16                | 3 aprile 2008    | Mount Lemmon Survey |
| 528196 - | 2008 JH19                | 7 maggio 2008    | Mount Lemmon Survey |
| 528197 - | 2008 JT21                | 27 marzo 2008    | Mount Lemmon Survey |
| 528198 - | 2008 JM23                | 29 aprile 2008   | Spacewatch          |
| 528199 - | 2008 JV23                | 7 maggio 2008    | Spacewatch          |
| 528200 - | 2008 JW23                | 7 maggio 2008    | Spacewatch          |

## 528201–528300
| Nome     | Designazione provvisoria | Data di scoperta  | Scopritore          |
| -------- | ------------------------ | ----------------- | ------------------- |
| 528201 - | 2008 JB31                | 11 marzo 2008     | CSS                 |
| 528202 - | 2008 JR33                | 11 maggio 2008    | Mount Lemmon Survey |
| 528203 - | 2008 JZ33                | 13 maggio 2008    | Mount Lemmon Survey |
| 528204 - | 2008 JX34                | 7 maggio 2008     | CSS                 |
| 528205 - | 2008 JS36                | 5 maggio 2008     | Mount Lemmon Survey |
| 528206 - | 2008 JG40                | 3 maggio 2008     | Spacewatch          |
| 528207 - | 2008 JQ40                | 14 maggio 2008    | Mount Lemmon Survey |
| 528208 - | 2008 JW41                | 6 maggio 2008     | Mount Lemmon Survey |
| 528209 - | 2008 KG1                 | 26 maggio 2008    | Spacewatch          |
| 528210 - | 2008 KF10                | 7 aprile 2008     | Spacewatch          |
| 528211 - | 2008 KY16                | 27 maggio 2008    | Spacewatch          |
| 528212 - | 2008 KN17                | 28 maggio 2008    | Spacewatch          |
| 528213 - | 2008 KK28                | 31 maggio 2008    | Mount Lemmon Survey |
| 528214 - | 2008 KJ33                | 29 maggio 2008    | Mount Lemmon Survey |
| 528215 - | 2008 KY36                | 29 maggio 2008    | Spacewatch          |
| 528216 - | 2008 KK39                | 30 maggio 2008    | Spacewatch          |
| 528217 - | 2008 KP39                | 30 maggio 2008    | Spacewatch          |
| 528218 - | 2008 KR39                | 5 maggio 2008     | Mount Lemmon Survey |
| 528219 - | 2008 KV42                | 31 maggio 2008    | Mauna Kea Obs.      |
| 528220 - | 2008 KN43                | 6 aprile 2008     | Spacewatch          |
| 528221 - | 2008 KQ43                | 30 maggio 2008    | Mount Lemmon Survey |
| 528222 - | 2008 LO2                 | 29 marzo 2008     | Spacewatch          |
| 528223 - | 2008 LW6                 | 13 maggio 2008    | Mount Lemmon Survey |
| 528224 - | 2008 LB10                | 6 giugno 2008     | Spacewatch          |
| 528225 - | 2008 LF15                | 5 maggio 2008     | Mount Lemmon Survey |
| 528226 - | 2008 MT3                 | 30 giugno 2008    | Spacewatch          |
| 528227 - | 2008 MP4                 | 30 giugno 2008    | Spacewatch          |
| 528228 - | 2008 NC2                 | 9 agosto 2004     | LONEOS              |
| 528229 - | 2008 OQ12                | 28 luglio 2008    | Mallorca Obs.       |
| 528230 - | 2008 OX21                | 30 luglio 2008    | Spacewatch          |
| 528231 - | 2008 OL22                | 28 luglio 2008    | CSS                 |
| 528232 - | 2008 PX3                 | 31 luglio 2008    | Mount Lemmon Survey |
| 528233 - | 2008 PG12                | 29 luglio 2008    | CSS                 |
| 528234 - | 2008 QB8                 | 20 agosto 2008    | Spacewatch          |
| 528235 - | 2008 QA21                | 26 agosto 2008    | LINEAR              |
| 528236 - | 2008 QK29                | 24 agosto 2008    | Mallorca Obs.       |
| 528237 - | 2008 QS34                | 4 agosto 2008     | SSS                 |
| 528238 - | 2008 QO41                | 21 agosto 2008    | Spacewatch          |
| 528239 - | 2008 QR47                | 24 agosto 2008    | Spacewatch          |
| 528240 - | 2008 RM3                 | 2 settembre 2008  | Spacewatch          |
| 528241 - | 2008 RF10                | 3 settembre 2008  | Spacewatch          |
| 528242 - | 2008 RG10                | 3 settembre 2008  | Spacewatch          |
| 528243 - | 2008 RP14                | 24 agosto 2008    | Spacewatch          |
| 528244 - | 2008 RM18                | 24 agosto 2008    | LINEAR              |
| 528245 - | 2008 RU19                | 24 agosto 2008    | Spacewatch          |
| 528246 - | 2008 RO36                | 2 settembre 2008  | Spacewatch          |
| 528247 - | 2008 RB38                | 2 settembre 2008  | Spacewatch          |
| 528248 - | 2008 RK40                | 2 settembre 2008  | Spacewatch          |
| 528249 - | 2008 RC46                | 2 settembre 2008  | Spacewatch          |
| 528250 - | 2008 RK47                | 19 agosto 2008    | SSS                 |
| 528251 - | 2008 RN56                | 3 settembre 2008  | Spacewatch          |
| 528252 - | 2008 RA75                | 21 agosto 2008    | Spacewatch          |
| 528253 - | 2008 RX85                | 5 settembre 2008  | Spacewatch          |
| 528254 - | 2008 RL89                | 5 settembre 2008  | Spacewatch          |
| 528255 - | 2008 RC100               | 2 settembre 2008  | Spacewatch          |
| 528256 - | 2008 RC102               | 3 settembre 2008  | Spacewatch          |
| 528257 - | 2008 RC103               | 5 settembre 2008  | Spacewatch          |
| 528258 - | 2008 RR103               | 5 settembre 2008  | Spacewatch          |
| 528259 - | 2008 RO104               | 5 settembre 2008  | LINEAR              |
| 528260 - | 2008 RJ106               | 7 settembre 2008  | Mount Lemmon Survey |
| 528261 - | 2008 RF109               | 2 settembre 2008  | Spacewatch          |
| 528262 - | 2008 RO109               | 2 settembre 2008  | Spacewatch          |
| 528263 - | 2008 RR112               | 5 settembre 2008  | Spacewatch          |
| 528264 - | 2008 RL114               | 6 settembre 2008  | Mount Lemmon Survey |
| 528265 - | 2008 RS123               | 6 settembre 2008  | Spacewatch          |
| 528266 - | 2008 RX124               | 6 settembre 2008  | Spacewatch          |
| 528267 - | 2008 RG126               | 10 settembre 2008 | Spacewatch          |
| 528268 - | 2008 RZ136               | 4 settembre 2008  | Spacewatch          |
| 528269 - | 2008 RC139               | 7 settembre 2008  | Mount Lemmon Survey |
| 528270 - | 2008 RQ141               | 14 giugno 2007    | Spacewatch          |
| 528271 - | 2008 RZ141               | 4 settembre 2008  | LINEAR              |
| 528272 - | 2008 RN145               | 4 settembre 2008  | Spacewatch          |
| 528273 - | 2008 RA146               | 4 settembre 2008  | Spacewatch          |
| 528274 - | 2008 RZ147               | 4 settembre 2008  | Spacewatch          |
| 528275 - | 2008 RF148               | 3 settembre 2008  | Spacewatch          |
| 528276 - | 2008 RO148               | 5 settembre 2008  | Spacewatch          |
| 528277 - | 2008 RR148               | 5 settembre 2008  | Spacewatch          |
| 528278 - | 2008 RV148               | 1º settembre 2008 | SSS                 |
| 528279 - | 2008 RB149               | 9 settembre 2008  | Mount Lemmon Survey |
| 528280 - | 2008 RE149               | 5 settembre 2008  | Spacewatch          |
| 528281 - | 2008 RG149               | 14 settembre 1998 | LINEAR              |
| 528282 - | 2008 SY                  | 26 gennaio 2006   | Mount Lemmon Survey |
| 528283 - | 2008 SZ8                 | 5 settembre 2008  | Spacewatch          |
| 528284 - | 2008 SW11                | 25 settembre 2008 | Spacewatch          |
| 528285 - | 2008 SD16                | 24 agosto 2008    | LINEAR              |
| 528286 - | 2008 SW20                | 19 settembre 2008 | Spacewatch          |
| 528287 - | 2008 SD27                | 24 agosto 2008    | Spacewatch          |
| 528288 - | 2008 SC30                | 19 settembre 2008 | Spacewatch          |
| 528289 - | 2008 SJ40                | 20 settembre 2008 | Spacewatch          |
| 528290 - | 2008 SM40                | 20 settembre 2008 | Spacewatch          |
| 528291 - | 2008 SL44                | 9 settembre 2008  | Mount Lemmon Survey |
| 528292 - | 2008 SJ46                | 20 settembre 2008 | Spacewatch          |
| 528293 - | 2008 SV49                | 23 agosto 2008    | Spacewatch          |
| 528294 - | 2008 SQ51                | 4 settembre 2008  | Spacewatch          |
| 528295 - | 2008 SY51                | 20 settembre 2008 | Mount Lemmon Survey |
| 528296 - | 2008 SV54                | 20 settembre 2008 | Mount Lemmon Survey |
| 528297 - | 2008 SQ57                | 20 settembre 2008 | Spacewatch          |
| 528298 - | 2008 SQ66                | 3 settembre 2008  | Spacewatch          |
| 528299 - | 2008 SD72                | 22 settembre 2008 | CSS                 |
| 528300 - | 2008 SY73                | 23 settembre 2008 | Spacewatch          |

## 528301–528400
| Nome                | Designazione provvisoria | Data di scoperta  | Scopritore                                   |
| ------------------- | ------------------------ | ----------------- | -------------------------------------------- |
| 528301 -            | 2008 SF77                | 24 agosto 2008    | Spacewatch                                   |
| 528302 -            | 2008 SM77                | 24 agosto 2008    | Spacewatch                                   |
| 528303 -            | 2008 SW83                | 27 settembre 2008 | Mount Lemmon Survey                          |
| 528304 -            | 2008 SY84                | 4 settembre 2008  | Spacewatch                                   |
| 528305 -            | 2008 SY92                | 21 settembre 2008 | Spacewatch                                   |
| 528306 -            | 2008 SG97                | 21 settembre 2008 | Spacewatch                                   |
| 528307 -            | 2008 SK100               | 5 settembre 2008  | Mallorca Obs.                                |
| 528308 -            | 2008 ST105               | 21 settembre 2008 | Spacewatch                                   |
| 528309 -            | 2008 SJ107               | 9 settembre 2008  | Spacewatch                                   |
| 528310 -            | 2008 SZ109               | 22 settembre 2008 | Spacewatch                                   |
| 528311 -            | 2008 SK114               | 22 settembre 2008 | Spacewatch                                   |
| 528312 -            | 2008 SJ117               | 22 settembre 2008 | Mount Lemmon Survey                          |
| 528313 -            | 2008 SN118               | 22 settembre 2008 | Mount Lemmon Survey                          |
| 528314 -            | 2008 SO119               | 22 settembre 2008 | Mount Lemmon Survey                          |
| 528315 -            | 2008 SY121               | 22 settembre 2008 | Mount Lemmon Survey                          |
| 528316 -            | 2008 SX123               | 6 settembre 2008  | Mount Lemmon Survey                          |
| 528317 -            | 2008 SX125               | 22 settembre 2008 | Mount Lemmon Survey                          |
| 528318 -            | 2008 SB126               | 22 settembre 2008 | Mount Lemmon Survey                          |
| 528319 -            | 2008 SQ126               | 22 settembre 2008 | Spacewatch                                   |
| 528320 -            | 2008 ST130               | 22 settembre 2008 | Spacewatch                                   |
| 528321 -            | 2008 SJ133               | 22 settembre 2008 | Spacewatch                                   |
| 528322 -            | 2008 SX133               | 30 luglio 2008    | Spacewatch                                   |
| 528323 -            | 2008 SE136               | 23 settembre 2008 | Spacewatch                                   |
| 528324 -            | 2008 SK136               | 23 settembre 2008 | Spacewatch                                   |
| 528325 -            | 2008 SR140               | 24 settembre 2008 | Mount Lemmon Survey                          |
| 528326 -            | 2008 SR141               | 24 settembre 2008 | Spacewatch                                   |
| 528327 -            | 2008 SQ145               | 2 settembre 2008  | Spacewatch                                   |
| 528328 -            | 2008 SF150               | 28 novembre 2013  | Spacewatch                                   |
| 528329 -            | 2008 SU161               | 28 settembre 2008 | LINEAR                                       |
| 528330 -            | 2008 SQ180               | 24 settembre 2008 | Spacewatch                                   |
| 528331 -            | 2008 SD182               | 24 settembre 2008 | Mount Lemmon Survey                          |
| 528332 -            | 2008 SM182               | 24 settembre 2008 | Spacewatch                                   |
| 528333 -            | 2008 SY183               | 24 settembre 2008 | Spacewatch                                   |
| 528334 -            | 2008 SC184               | 20 settembre 2008 | Spacewatch                                   |
| 528335 -            | 2008 SV184               | 24 settembre 2008 | Spacewatch                                   |
| 528336 -            | 2008 SS186               | 25 settembre 2008 | Spacewatch                                   |
| 528337 -            | 2008 SW186               | 25 settembre 2008 | Spacewatch                                   |
| 528338 -            | 2008 SW191               | 25 settembre 2008 | Spacewatch                                   |
| 528339 -            | 2008 SQ192               | 25 settembre 2008 | Spacewatch                                   |
| 528340 -            | 2008 SQ196               | 25 settembre 2008 | Spacewatch                                   |
| 528341 -            | 2008 SA206               | 26 settembre 2008 | Spacewatch                                   |
| 528342 -            | 2008 SM216               | 29 settembre 2008 | Mount Lemmon Survey                          |
| 528343 -            | 2008 SC219               | 20 settembre 2008 | CSS                                          |
| 528344 -            | 2008 SM219               | 30 settembre 2008 | Mallorca Obs.                                |
| 528345 -            | 2008 SV219               | 2 settembre 2008  | Spacewatch                                   |
| 528346 -            | 2008 SB221               | 25 settembre 2008 | Spacewatch                                   |
| 528347 -            | 2008 SV221               | 3 settembre 2008  | Spacewatch                                   |
| 528348 -            | 2008 SP228               | 5 settembre 2008  | Spacewatch                                   |
| 528349 -            | 2008 SM229               | 5 settembre 2008  | Spacewatch                                   |
| 528350 -            | 2008 SZ230               | 24 agosto 2008    | Spacewatch                                   |
| 528351 -            | 2008 SX235               | 28 settembre 2008 | Mount Lemmon Survey                          |
| 528352 -            | 2008 SG236               | 25 settembre 2008 | Spacewatch                                   |
| 528353 -            | 2008 SJ237               | 29 settembre 2008 | Mount Lemmon Survey                          |
| 528354 -            | 2008 ST237               | 6 settembre 2008  | Mount Lemmon Survey                          |
| 528355 -            | 2008 SK240               | 29 settembre 2008 | Spacewatch                                   |
| 528356 -            | 2008 SM244               | 27 settembre 2008 | Mount Lemmon Survey                          |
| 528357 -            | 2008 SY247               | 20 settembre 2008 | Spacewatch                                   |
| 528358 -            | 2008 ST248               | 21 settembre 2008 | Spacewatch                                   |
| 528359 -            | 2008 SU248               | 21 settembre 2008 | Spacewatch                                   |
| 528360 -            | 2008 SF251               | 24 settembre 2008 | Spacewatch                                   |
| 528361 -            | 2008 SQ251               | 26 settembre 2008 | Spacewatch                                   |
| 528362 -            | 2008 SY254               | 23 settembre 2008 | Mount Lemmon Survey                          |
| 528363 -            | 2008 SW255               | 19 settembre 2008 | Spacewatch                                   |
| 528364 -            | 2008 SH259               | 23 settembre 2008 | CSS                                          |
| 528365 -            | 2008 SN259               | 23 settembre 2008 | Mount Lemmon Survey                          |
| 528366 -            | 2008 SP263               | 24 settembre 2008 | Spacewatch                                   |
| 528367 -            | 2008 SF268               | 24 settembre 2008 | Mount Lemmon Survey                          |
| 528368 -            | 2008 SZ268               | 30 settembre 2008 | CSS                                          |
| 528369 -            | 2008 SL270               | 24 settembre 2008 | Spacewatch                                   |
| 528370 -            | 2008 SM273               | 25 settembre 2008 | Mount Lemmon Survey                          |
| 528371 -            | 2008 SO274               | 20 settembre 2008 | Mount Lemmon Survey                          |
| 528372 -            | 2008 SE278               | 28 settembre 2008 | Mount Lemmon Survey                          |
| 528373 -            | 2008 SR278               | 23 settembre 2008 | Mount Lemmon Survey                          |
| 528374 -            | 2008 SY278               | 26 settembre 2008 | Spacewatch                                   |
| 528375 -            | 2008 SQ279               | 2 settembre 2008  | Spacewatch                                   |
| 528376 -            | 2008 SZ280               | 23 settembre 2008 | Mount Lemmon Survey                          |
| 528377 -            | 2008 SX283               | 23 settembre 2008 | Spacewatch                                   |
| 528378 -            | 2008 SZ284               | 27 settembre 2008 | Mount Lemmon Survey                          |
| 528379 -            | 2008 SC288               | 23 settembre 2008 | Spacewatch                                   |
| 528380 -            | 2008 SL290               | 29 settembre 2008 | CSS                                          |
| (528381) 2008 ST291 | 2008 ST291               | 24 settembre 2008 | M. E. Schwamb, M. E. Brown, D. L. Rabinowitz |
| 528382 -            | 2008 SX294               | 22 settembre 2008 | CSS                                          |
| 528383 -            | 2008 SF295               | 23 settembre 2008 | CSS                                          |
| 528384 -            | 2008 SO297               | 26 settembre 2008 | Spacewatch                                   |
| 528385 -            | 2008 SE299               | 22 settembre 2008 | LINEAR                                       |
| 528386 -            | 2008 SJ299               | 22 settembre 2008 | Spacewatch                                   |
| 528387 -            | 2008 SY303               | 24 settembre 2008 | Spacewatch                                   |
| 528388 -            | 2008 SL306               | 28 settembre 2008 | Mount Lemmon Survey                          |
| 528389 -            | 2008 SN307               | 29 settembre 2008 | CSS                                          |
| 528390 -            | 2008 SD308               | 29 settembre 2008 | Spacewatch                                   |
| 528391 -            | 2008 SL308               | 30 settembre 2008 | CSS                                          |
| 528392 -            | 2008 SC312               | 23 settembre 2008 | Mount Lemmon Survey                          |
| 528393 -            | 2008 SP312               | 5 ottobre 2013    | Pan-STARRS                                   |
| 528394 -            | 2008 SX312               | 23 settembre 2008 | Spacewatch                                   |
| 528395 -            | 2008 SO313               | 25 ottobre 2005   | Mount Lemmon Survey                          |
| 528396 -            | 2008 SP313               | 23 settembre 2008 | Mount Lemmon Survey                          |
| 528397 -            | 2008 SZ313               | 24 settembre 2008 | Mount Lemmon Survey                          |
| 528398 -            | 2008 TS4                 | 2 settembre 2008  | Spacewatch                                   |
| 528399 -            | 2008 TY15                | 21 settembre 2008 | Spacewatch                                   |
| 528400 -            | 2008 TQ19                | 1º ottobre 2008   | Mount Lemmon Survey                          |

## 528401–528500
| Nome         | Designazione provvisoria | Data di scoperta  | Scopritore          |
| ------------ | ------------------------ | ----------------- | ------------------- |
| 528401 -     | 2008 TQ25                | 24 settembre 2008 | Spacewatch          |
| 528402 -     | 2008 TQ30                | 1º ottobre 2008   | Spacewatch          |
| 528403 -     | 2008 TF40                | 13 dicembre 2004  | Spacewatch          |
| 528404 -     | 2008 TU51                | 24 settembre 2008 | Spacewatch          |
| 528405 -     | 2008 TG52                | 19 dicembre 2004  | Mount Lemmon Survey |
| 528406 -     | 2008 TK52                | 6 settembre 2008  | Mount Lemmon Survey |
| 528407 -     | 2008 TO52                | 20 settembre 2008 | Spacewatch          |
| 528408 -     | 2008 TM62                | 2 ottobre 2008    | Spacewatch          |
| 528409 -     | 2008 TV62                | 26 settembre 2008 | Spacewatch          |
| 528410 -     | 2008 TL65                | 9 settembre 2008  | Spacewatch          |
| 528411 -     | 2008 TX65                | 24 settembre 2008 | Spacewatch          |
| 528412 -     | 2008 TR67                | 23 settembre 2008 | Spacewatch          |
| 528413 -     | 2008 TW67                | 23 settembre 2008 | Spacewatch          |
| 528414 -     | 2008 TO69                | 23 settembre 2008 | Spacewatch          |
| 528415 -     | 2008 TB71                | 2 ottobre 2008    | Spacewatch          |
| 528416 -     | 2008 TP79                | 22 settembre 2008 | Mount Lemmon Survey |
| 528417 -     | 2008 TV79                | 2 ottobre 2008    | Mount Lemmon Survey |
| 528418 -     | 2008 TQ80                | 2 ottobre 2008    | Spacewatch          |
| 528419 -     | 2008 TO81                | 20 settembre 2008 | Mount Lemmon Survey |
| 528420 -     | 2008 TE83                | 3 ottobre 2008    | Spacewatch          |
| 528421 -     | 2008 TW84                | 20 settembre 2008 | Spacewatch          |
| 528422 -     | 2008 TG85                | 1º ottobre 2008   | Mallorca Obs.       |
| 528423 -     | 2008 TQ90                | 25 settembre 2008 | Spacewatch          |
| 528424 -     | 2008 TP91                | 23 settembre 2008 | CSS                 |
| 528425 -     | 2008 TG94                | 5 ottobre 2008    | Mallorca Obs.       |
| 528426 -     | 2008 TA96                | 6 ottobre 2008    | Spacewatch          |
| 528427 -     | 2008 TD96                | 6 ottobre 2008    | Spacewatch          |
| 528428 -     | 2008 TW96                | 6 ottobre 2008    | Spacewatch          |
| 528429 -     | 2008 TT100               | 7 settembre 2008  | Mount Lemmon Survey |
| 528430 -     | 2008 TE102               | 6 ottobre 2008    | Spacewatch          |
| 528431 -     | 2008 TA107               | 23 settembre 2008 | Mount Lemmon Survey |
| 528432 -     | 2008 TR107               | 6 ottobre 2008    | Mount Lemmon Survey |
| 528433 -     | 2008 TT108               | 6 ottobre 2008    | Mount Lemmon Survey |
| 528434 -     | 2008 TC112               | 2 dicembre 2005   | Mount Lemmon Survey |
| 528435 -     | 2008 TH115               | 23 settembre 2008 | CSS                 |
| 528436 -     | 2008 TQ116               | 5 settembre 2008  | LINEAR              |
| 528437 -     | 2008 TU116               | 6 ottobre 2008    | CSS                 |
| 528438 -     | 2008 TX124               | 23 settembre 2008 | Spacewatch          |
| 528439 -     | 2008 TR125               | 23 settembre 2008 | Spacewatch          |
| 528440 -     | 2008 TV128               | 24 settembre 2008 | Mount Lemmon Survey |
| 528441 -     | 2008 TS131               | 8 ottobre 2008    | Mount Lemmon Survey |
| 528442 -     | 2008 TF132               | 23 settembre 2008 | Spacewatch          |
| 528443 -     | 2008 TD133               | 23 settembre 2008 | Spacewatch          |
| 528444 -     | 2008 TB134               | 1º ottobre 2008   | Mount Lemmon Survey |
| 528445 -     | 2008 TR135               | 1º ottobre 2008   | Spacewatch          |
| 528446 -     | 2008 TA136               | 8 ottobre 2008    | Spacewatch          |
| 528447 -     | 2008 TX141               | 2 settembre 2008  | Spacewatch          |
| 528448 -     | 2008 TP143               | 9 ottobre 2008    | Mount Lemmon Survey |
| 528449 -     | 2008 TJ148               | 9 ottobre 2008    | Mount Lemmon Survey |
| 528450 -     | 2008 TX151               | 3 settembre 2008  | Spacewatch          |
| 528451 -     | 2008 TV158               | 25 settembre 2008 | Mount Lemmon Survey |
| 528452 -     | 2008 TR160               | 2 ottobre 2008    | Spacewatch          |
| 528453 -     | 2008 TM163               | 1º ottobre 2008   | Spacewatch          |
| 528454 -     | 2008 TO163               | 1º ottobre 2008   | Spacewatch          |
| 528455 -     | 2008 TE164               | 1º ottobre 2008   | Mount Lemmon Survey |
| 528456 -     | 2008 TV166               | 8 ottobre 2008    | Mount Lemmon Survey |
| 528457 -     | 2008 TO167               | 9 ottobre 2008    | Mount Lemmon Survey |
| 528458 -     | 2008 TP170               | 9 ottobre 2008    | Spacewatch          |
| 528459 -     | 2008 TQ172               | 6 ottobre 2008    | Spacewatch          |
| 528460 -     | 2008 TY173               | 2 ottobre 2008    | Spacewatch          |
| 528461 -     | 2008 TZ173               | 2 ottobre 2008    | Spacewatch          |
| 528462 -     | 2008 TU176               | 1º ottobre 2008   | CSS                 |
| 528463 -     | 2008 TW180               | 3 ottobre 2008    | LINEAR              |
| 528464 -     | 2008 TM181               | 1º ottobre 2008   | Mount Lemmon Survey |
| 528465 -     | 2008 TT186               | 8 ottobre 2008    | Spacewatch          |
| 528466 -     | 2008 TQ189               | 3 ottobre 2008    | Mount Lemmon Survey |
| 528467 -     | 2008 TT189               | 10 ottobre 2008   | LINEAR              |
| 528468 -     | 2008 TR191               | 4 gennaio 2010    | Spacewatch          |
| 528469 -     | 2008 TC192               | 10 ottobre 2008   | Mount Lemmon Survey |
| 528470 -     | 2008 TH193               | 7 ottobre 2008    | Mount Lemmon Survey |
| 528471 -     | 2008 TM193               | 9 ottobre 2008    | Mount Lemmon Survey |
| 528472 -     | 2008 TO193               | 10 ottobre 2008   | Mount Lemmon Survey |
| 528473 -     | 2008 UJ                  | 6 ottobre 2008    | Mount Lemmon Survey |
| 528474 -     | 2008 UN2                 | 22 settembre 2008 | CSS                 |
| 528475 -     | 2008 UV2                 | 1º ottobre 2008   | CSS                 |
| 528476 -     | 2008 UD4                 | 29 settembre 2008 | CSS                 |
| 528477 -     | 2008 UT12                | 4 settembre 2008  | Spacewatch          |
| 528478 -     | 2008 UB13                | 4 settembre 2008  | Spacewatch          |
| 528479 -     | 2008 UG26                | 2 ottobre 2008    | Spacewatch          |
| 528480 -     | 2008 UA27                | 20 ottobre 2008   | Spacewatch          |
| 528481 -     | 2008 UN28                | 20 ottobre 2008   | Spacewatch          |
| 528482 -     | 2008 US32                | 6 ottobre 2008    | Mount Lemmon Survey |
| 528483 -     | 2008 UE35                | 22 settembre 2008 | Mount Lemmon Survey |
| 528484 -     | 2008 UO38                | 20 ottobre 2008   | Spacewatch          |
| 528485 -     | 2008 UY44                | 25 settembre 2008 | Spacewatch          |
| 528486 -     | 2008 UJ45                | 8 ottobre 2008    | Spacewatch          |
| 528487 -     | 2008 UC51                | 20 ottobre 2008   | Spacewatch          |
| 528488 -     | 2008 UC53                | 20 ottobre 2008   | Mount Lemmon Survey |
| 528489 Ntuef | 2008 UW54                | 20 ottobre 2008   | Osservatorio Lulin  |
| 528490 -     | 2008 UW55                | 3 ottobre 2008    | Spacewatch          |
| 528491 -     | 2008 UT59                | 1º ottobre 2008   | Mount Lemmon Survey |
| 528492 -     | 2008 UM60                | 28 settembre 2008 | Mount Lemmon Survey |
| 528493 -     | 2008 UO60                | 9 ottobre 2008    | Spacewatch          |
| 528494 -     | 2008 UZ68                | 6 ottobre 2008    | Mount Lemmon Survey |
| 528495 -     | 2008 UT70                | 6 settembre 2008  | Mount Lemmon Survey |
| 528496 -     | 2008 UU71                | 21 ottobre 2008   | Mount Lemmon Survey |
| 528497 -     | 2008 UE72                | 21 ottobre 2008   | Spacewatch          |
| 528498 -     | 2008 UO72                | 21 ottobre 2008   | Mount Lemmon Survey |
| 528499 -     | 2008 UU73                | 21 ottobre 2008   | Spacewatch          |
| 528500 -     | 2008 UM78                | 1º ottobre 2008   | Spacewatch          |

## 528501–528600
| Nome     | Designazione provvisoria | Data di scoperta  | Scopritore          |
| -------- | ------------------------ | ----------------- | ------------------- |
| 528501 - | 2008 UX79                | 9 ottobre 2008    | Spacewatch          |
| 528502 - | 2008 UN81                | 22 settembre 2008 | Spacewatch          |
| 528503 - | 2008 UR81                | 8 ottobre 2008    | Spacewatch          |
| 528504 - | 2008 UB83                | 29 settembre 2008 | Spacewatch          |
| 528505 - | 2008 UW87                | 1º ottobre 2008   | Mount Lemmon Survey |
| 528506 - | 2008 UO92                | 7 ottobre 2008    | Mount Lemmon Survey |
| 528507 - | 2008 UC95                | 29 ottobre 2008   | LINEAR              |
| 528508 - | 2008 UX105               | 23 settembre 2008 | Spacewatch          |
| 528509 - | 2008 UL106               | 21 ottobre 2008   | Spacewatch          |
| 528510 - | 2008 UY109               | 22 ottobre 2008   | Spacewatch          |
| 528511 - | 2008 UH111               | 22 ottobre 2008   | Spacewatch          |
| 528512 - | 2008 UL111               | 29 settembre 2008 | Mount Lemmon Survey |
| 528513 - | 2008 UG114               | 22 ottobre 2008   | Spacewatch          |
| 528514 - | 2008 UE115               | 30 settembre 2008 | Mount Lemmon Survey |
| 528515 - | 2008 UW115               | 22 ottobre 2008   | Spacewatch          |
| 528516 - | 2008 UY115               | 30 settembre 2008 | Mount Lemmon Survey |
| 528517 - | 2008 UR116               | 22 ottobre 2008   | Spacewatch          |
| 528518 - | 2008 UU116               | 22 ottobre 2008   | Spacewatch          |
| 528519 - | 2008 UM121               | 22 ottobre 2008   | Spacewatch          |
| 528520 - | 2008 UZ122               | 22 ottobre 2008   | Spacewatch          |
| 528521 - | 2008 UH123               | 22 ottobre 2008   | Spacewatch          |
| 528522 - | 2008 UC124               | 22 ottobre 2008   | Spacewatch          |
| 528523 - | 2008 UA125               | 22 ottobre 2008   | Spacewatch          |
| 528524 - | 2008 UP125               | 22 ottobre 2008   | Spacewatch          |
| 528525 - | 2008 UO127               | 22 ottobre 2008   | Spacewatch          |
| 528526 - | 2008 UP133               | 23 ottobre 2008   | Spacewatch          |
| 528527 - | 2008 UL138               | 23 ottobre 2008   | Spacewatch          |
| 528528 - | 2008 UX140               | 23 ottobre 2008   | Spacewatch          |
| 528529 - | 2008 UX142               | 23 settembre 2008 | Mount Lemmon Survey |
| 528530 - | 2008 UX147               | 23 ottobre 2008   | Spacewatch          |
| 528531 - | 2008 UE154               | 23 ottobre 2008   | Spacewatch          |
| 528532 - | 2008 UF159               | 4 ottobre 2008    | Mount Lemmon Survey |
| 528533 - | 2008 UK160               | 28 settembre 2008 | Mount Lemmon Survey |
| 528534 - | 2008 UW164               | 22 settembre 2008 | Spacewatch          |
| 528535 - | 2008 UQ165               | 24 ottobre 2008   | Spacewatch          |
| 528536 - | 2008 UL171               | 24 ottobre 2008   | Spacewatch          |
| 528537 - | 2008 UJ178               | 24 ottobre 2008   | Mount Lemmon Survey |
| 528538 - | 2008 UE179               | 24 ottobre 2008   | Spacewatch          |
| 528539 - | 2008 UA180               | 20 ottobre 2008   | Spacewatch          |
| 528540 - | 2008 UL183               | 23 settembre 2008 | Spacewatch          |
| 528541 - | 2008 UK184               | 22 settembre 2008 | Mount Lemmon Survey |
| 528542 - | 2008 UP186               | 24 ottobre 2008   | Spacewatch          |
| 528543 - | 2008 UC195               | 10 marzo 2005     | Mount Lemmon Survey |
| 528544 - | 2008 UY206               | 6 settembre 2008  | Mount Lemmon Survey |
| 528545 - | 2008 UJ207               | 6 ottobre 2008    | Spacewatch          |
| 528546 - | 2008 UU207               | 9 ottobre 2008    | Spacewatch          |
| 528547 - | 2008 UK208               | 23 ottobre 2008   | Spacewatch          |
| 528548 - | 2008 UH217               | 2 ottobre 2008    | Mount Lemmon Survey |
| 528549 - | 2008 UH219               | 25 ottobre 2008   | Spacewatch          |
| 528550 - | 2008 UE221               | 23 marzo 2006     | Mount Lemmon Survey |
| 528551 - | 2008 UT227               | 25 ottobre 2008   | Spacewatch          |
| 528552 - | 2008 US228               | 25 ottobre 2008   | Spacewatch          |
| 528553 - | 2008 UD230               | 25 ottobre 2008   | Mount Lemmon Survey |
| 528554 - | 2008 UR231               | 10 ottobre 2008   | Mount Lemmon Survey |
| 528555 - | 2008 UL233               | 26 ottobre 2008   | Spacewatch          |
| 528556 - | 2008 UR234               | 26 ottobre 2008   | Spacewatch          |
| 528557 - | 2008 UM239               | 26 ottobre 2008   | Spacewatch          |
| 528558 - | 2008 UT243               | 26 ottobre 2008   | Spacewatch          |
| 528559 - | 2008 UT246               | 29 settembre 2008 | Spacewatch          |
| 528560 - | 2008 UJ252               | 27 ottobre 2008   | Spacewatch          |
| 528561 - | 2008 US252               | 27 ottobre 2008   | Spacewatch          |
| 528562 - | 2008 UC256               | 27 ottobre 2008   | Spacewatch          |
| 528563 - | 2008 UZ259               | 24 febbraio 2006  | Spacewatch          |
| 528564 - | 2008 UR260               | 27 ottobre 2008   | Mount Lemmon Survey |
| 528565 - | 2008 UC267               | 28 ottobre 2008   | Spacewatch          |
| 528566 - | 2008 UO269               | 24 settembre 2008 | Mount Lemmon Survey |
| 528567 - | 2008 UY269               | 28 ottobre 2008   | Spacewatch          |
| 528568 - | 2008 UE270               | 6 ottobre 2008    | Mount Lemmon Survey |
| 528569 - | 2008 UY274               | 22 settembre 2008 | Mount Lemmon Survey |
| 528570 - | 2008 UO286               | 1º ottobre 2008   | Spacewatch          |
| 528571 - | 2008 UP286               | 28 ottobre 2008   | Mount Lemmon Survey |
| 528572 - | 2008 UK289               | 28 ottobre 2008   | Spacewatch          |
| 528573 - | 2008 UH291               | 10 ottobre 2008   | Mount Lemmon Survey |
| 528574 - | 2008 UH292               | 29 ottobre 2008   | Spacewatch          |
| 528575 - | 2008 UQ301               | 21 ottobre 2008   | Spacewatch          |
| 528576 - | 2008 UQ302               | 29 ottobre 2008   | Spacewatch          |
| 528577 - | 2008 UN306               | 23 settembre 2008 | Spacewatch          |
| 528578 - | 2008 UJ322               | 8 ottobre 2008    | Mount Lemmon Survey |
| 528579 - | 2008 UR323               | 31 ottobre 2008   | CSS                 |
| 528580 - | 2008 UR324               | 23 ottobre 2008   | Mount Lemmon Survey |
| 528581 - | 2008 UD328               | 30 ottobre 2008   | Mount Lemmon Survey |
| 528582 - | 2008 UX333               | 1º ottobre 2008   | Spacewatch          |
| 528583 - | 2008 UL337               | 23 ottobre 2008   | Spacewatch          |
| 528584 - | 2008 UL338               | 21 ottobre 2008   | Spacewatch          |
| 528585 - | 2008 UR339               | 23 ottobre 2008   | Spacewatch          |
| 528586 - | 2008 UO341               | 26 ottobre 2008   | Spacewatch          |
| 528587 - | 2008 UF344               | 3 ottobre 2008    | Mount Lemmon Survey |
| 528588 - | 2008 UE347               | 20 ottobre 2008   | Spacewatch          |
| 528589 - | 2008 UO347               | 29 settembre 2008 | Mount Lemmon Survey |
| 528590 - | 2008 UW347               | 23 ottobre 2008   | Spacewatch          |
| 528591 - | 2008 UO350               | 1º ottobre 2008   | Mount Lemmon Survey |
| 528592 - | 2008 UU351               | 25 ottobre 2008   | LINEAR              |
| 528593 - | 2008 UK354               | 24 ottobre 2008   | Spacewatch          |
| 528594 - | 2008 UA356               | 25 ottobre 2008   | Spacewatch          |
| 528595 - | 2008 UV356               | 23 ottobre 2008   | Spacewatch          |
| 528596 - | 2008 UL357               | 24 ottobre 2008   | Spacewatch          |
| 528597 - | 2008 UQ360               | 24 ottobre 2008   | Spacewatch          |
| 528598 - | 2008 UR360               | 28 ottobre 2008   | Spacewatch          |
| 528599 - | 2008 UP363               | 26 ottobre 2008   | CSS                 |
| 528600 - | 2008 UM367               | 24 ottobre 2008   | CSS                 |

## 528601–528700
| Nome     | Designazione provvisoria | Data di scoperta  | Scopritore                |
| -------- | ------------------------ | ----------------- | ------------------------- |
| 528601 - | 2008 UY367               | 10 ottobre 2008   | Mount Lemmon Survey       |
| 528602 - | 2008 UJ369               | 28 ottobre 2008   | Spacewatch                |
| 528603 - | 2008 UL374               | 20 ottobre 2008   | Spacewatch                |
| 528604 - | 2008 UM374               | 25 ottobre 2008   | Mount Lemmon Survey       |
| 528605 - | 2008 UO374               | 23 ottobre 2008   | Mount Lemmon Survey       |
| 528606 - | 2008 UP374               | 28 ottobre 2008   | Spacewatch                |
| 528607 - | 2008 UT374               | 21 ottobre 2008   | Spacewatch                |
| 528608 - | 2008 UX375               | 30 ottobre 2008   | Mount Lemmon Survey       |
| 528609 - | 2008 VU4                 | 7 novembre 2008   | CSS                       |
| 528610 - | 2008 VO10                | 2 novembre 2008   | Mount Lemmon Survey       |
| 528611 - | 2008 VS11                | 10 ottobre 2008   | Mount Lemmon Survey       |
| 528612 - | 2008 VS16                | 1º novembre 2008  | Spacewatch                |
| 528613 - | 2008 VX24                | 23 settembre 2008 | Spacewatch                |
| 528614 - | 2008 VD25                | 2 novembre 2008   | Spacewatch                |
| 528615 - | 2008 VO26                | 25 ottobre 2008   | Spacewatch                |
| 528616 - | 2008 VP38                | 2 novembre 2008   | Spacewatch                |
| 528617 - | 2008 VM40                | 25 ottobre 2008   | CSS                       |
| 528618 - | 2008 VR43                | 26 ottobre 2008   | Spacewatch                |
| 528619 - | 2008 VZ48                | 30 ottobre 2008   | Spacewatch                |
| 528620 - | 2008 VY50                | 4 novembre 2008   | Spacewatch                |
| 528621 - | 2008 VF52                | 8 ottobre 2008    | Mount Lemmon Survey       |
| 528622 - | 2008 VQ52                | 6 novembre 2008   | Mount Lemmon Survey       |
| 528623 - | 2008 VK58                | 30 ottobre 2008   | Spacewatch                |
| 528624 - | 2008 VT59                | 29 settembre 2008 | CSS                       |
| 528625 - | 2008 VN62                | 20 ottobre 2008   | Spacewatch                |
| 528626 - | 2008 VP63                | 1º novembre 2008  | Spacewatch                |
| 528627 - | 2008 VS67                | 8 novembre 2008   | Spacewatch                |
| 528628 - | 2008 VZ69                | 6 novembre 2008   | Mount Lemmon Survey       |
| 528629 - | 2008 VM70                | 7 novembre 2008   | Mount Lemmon Survey       |
| 528630 - | 2008 VT70                | 23 ottobre 2008   | Spacewatch                |
| 528631 - | 2008 VA72                | 1º novembre 2008  | Spacewatch                |
| 528632 - | 2008 VC72                | 6 novembre 2008   | Spacewatch                |
| 528633 - | 2008 VT72                | 8 novembre 2008   | Mount Lemmon Survey       |
| 528634 - | 2008 VY73                | 7 novembre 2008   | Mount Lemmon Survey       |
| 528635 - | 2008 VE76                | 1º novembre 2008  | Mount Lemmon Survey       |
| 528636 - | 2008 VR77                | 6 novembre 2008   | Mount Lemmon Survey       |
| 528637 - | 2008 VB82                | 6 novembre 2008   | Mount Lemmon Survey       |
| 528638 - | 2008 VH82                | 18 settembre 2003 | Spacewatch                |
| 528639 - | 2008 VT82                | 1º novembre 2008  | Mount Lemmon Survey       |
| 528640 - | 2008 VU82                | 9 novembre 2008   | Spacewatch                |
| 528641 - | 2008 WX1                 | 3 ottobre 2008    | Mount Lemmon Survey       |
| 528642 - | 2008 WP8                 | 17 novembre 2008  | Spacewatch                |
| 528643 - | 2008 WR8                 | 8 novembre 2008   | Mount Lemmon Survey       |
| 528644 - | 2008 WX14                | 17 novembre 2008  | Spacewatch                |
| 528645 - | 2008 WA17                | 22 ottobre 2008   | Spacewatch                |
| 528646 - | 2008 WL20                | 27 ottobre 2008   | Spacewatch                |
| 528647 - | 2008 WL21                | 28 ottobre 2008   | Spacewatch                |
| 528648 - | 2008 WB24                | 18 novembre 2008  | CSS                       |
| 528649 - | 2008 WT29                | 19 novembre 2008  | Mount Lemmon Survey       |
| 528650 - | 2008 WX32                | 2 novembre 2008   | Mount Lemmon Survey       |
| 528651 - | 2008 WE47                | 3 novembre 2008   | Spacewatch                |
| 528652 - | 2008 WJ47                | 30 ottobre 2008   | Spacewatch                |
| 528653 - | 2008 WA48                | 17 novembre 2008  | Spacewatch                |
| 528654 - | 2008 WQ48                | 6 ottobre 2008    | Mount Lemmon Survey       |
| 528655 - | 2008 WU50                | 6 ottobre 2008    | Mount Lemmon Survey       |
| 528656 - | 2008 WU67                | 23 ottobre 2008   | Mount Lemmon Survey       |
| 528657 - | 2008 WN69                | 18 novembre 2008  | Spacewatch                |
| 528658 - | 2008 WD70                | 18 novembre 2008  | Spacewatch                |
| 528659 - | 2008 WK73                | 19 novembre 2008  | Mount Lemmon Survey       |
| 528660 - | 2008 WH77                | 7 novembre 2008   | Mount Lemmon Survey       |
| 528661 - | 2008 WT81                | 7 novembre 2008   | Mount Lemmon Survey       |
| 528662 - | 2008 WQ83                | 17 dicembre 2003  | Spacewatch                |
| 528663 - | 2008 WR83                | 20 novembre 2008  | Spacewatch                |
| 528664 - | 2008 WV93                | 28 novembre 2008  | K. Sárneczky, C. Orgel    |
| 528665 - | 2008 WN99                | 28 ottobre 2008   | Spacewatch                |
| 528666 - | 2008 WA100               | 8 novembre 2008   | Mount Lemmon Survey       |
| 528667 - | 2008 WX102               | 28 settembre 2008 | Mount Lemmon Survey       |
| 528668 - | 2008 WN110               | 30 ottobre 2008   | Spacewatch                |
| 528669 - | 2008 WP112               | 26 ottobre 2008   | Spacewatch                |
| 528670 - | 2008 WC113               | 30 novembre 2008  | Spacewatch                |
| 528671 - | 2008 WO115               | 18 novembre 2008  | Spacewatch                |
| 528672 - | 2008 WX122               | 30 novembre 2008  | Mount Lemmon Survey       |
| 528673 - | 2008 WS123               | 6 novembre 2008   | Mount Lemmon Survey       |
| 528674 - | 2008 WW125               | 21 novembre 2008  | Mount Lemmon Survey       |
| 528675 - | 2008 WC128               | 29 settembre 2008 | Mount Lemmon Survey       |
| 528676 - | 2008 WP130               | 24 novembre 2008  | Spacewatch                |
| 528677 - | 2008 WJ131               | 31 gennaio 2006   | LONEOS                    |
| 528678 - | 2008 WJ143               | 20 novembre 2008  | Spacewatch                |
| 528679 - | 2008 WO143               | 18 novembre 2008  | Spacewatch                |
| 528680 - | 2008 WQ143               | 19 novembre 2008  | Spacewatch                |
| 528681 - | 2008 WX143               | 24 novembre 2008  | Mount Lemmon Survey       |
| 528682 - | 2008 WB144               | 19 novembre 2008  | Mount Lemmon Survey       |
| 528683 - | 2008 WE144               | 20 novembre 2008  | Spacewatch                |
| 528684 - | 2008 XM2                 | 5 dicembre 2008   | Mount Lemmon Survey       |
| 528685 - | 2008 XC14                | 28 ottobre 2008   | Spacewatch                |
| 528686 - | 2008 XG22                | 20 novembre 2008  | Spacewatch                |
| 528687 - | 2008 XJ31                | 19 novembre 2008  | Spacewatch                |
| 528688 - | 2008 XN31                | 27 ottobre 2008   | Spacewatch                |
| 528689 - | 2008 XP31                | 8 novembre 2008   | Spacewatch                |
| 528690 - | 2008 XM39                | 2 dicembre 2008   | Spacewatch                |
| 528691 - | 2008 XP44                | 3 dicembre 2008   | CSS                       |
| 528692 - | 2008 XE50                | 24 ottobre 2008   | Mount Lemmon Survey       |
| 528693 - | 2008 XM57                | 2 dicembre 2008   | Spacewatch                |
| 528694 - | 2008 YU                  | 20 dicembre 2008  | R. Ferrando               |
| 528695 - | 2008 YG2                 | 21 dicembre 2008  | Spacewatch                |
| 528696 - | 2008 YT4                 | 22 dicembre 2008  | F. Hormuth                |
| 528697 - | 2008 YY7                 | 17 novembre 2008  | CSS                       |
| 528698 - | 2008 YH8                 | 23 dicembre 2008  | Università dello Shandong |
| 528699 - | 2008 YO11                | 6 novembre 2008   | Mount Lemmon Survey       |
| 528700 - | 2008 YB12                | 4 dicembre 2008   | Spacewatch                |

## 528701–528800
| Nome     | Designazione provvisoria | Data di scoperta  | Scopritore          |
| -------- | ------------------------ | ----------------- | ------------------- |
| 528701 - | 2008 YF15                | 21 dicembre 2008  | Spacewatch          |
| 528702 - | 2008 YS15                | 21 dicembre 2008  | Mount Lemmon Survey |
| 528703 - | 2008 YK18                | 21 dicembre 2008  | Spacewatch          |
| 528704 - | 2008 YP21                | 21 dicembre 2008  | Mount Lemmon Survey |
| 528705 - | 2008 YH22                | 21 dicembre 2008  | Mount Lemmon Survey |
| 528706 - | 2008 YL28                | 24 novembre 2008  | Spacewatch          |
| 528707 - | 2008 YR32                | 10 agosto 2007    | Spacewatch          |
| 528708 - | 2008 YG35                | 4 dicembre 2008   | Mount Lemmon Survey |
| 528709 - | 2008 YV35                | 22 dicembre 2008  | Spacewatch          |
| 528710 - | 2008 YY45                | 29 dicembre 2008  | Mount Lemmon Survey |
| 528711 - | 2008 YV47                | 21 dicembre 2008  | Spacewatch          |
| 528712 - | 2008 YB48                | 29 dicembre 2008  | Mount Lemmon Survey |
| 528713 - | 2008 YZ49                | 10 settembre 2007 | Spacewatch          |
| 528714 - | 2008 YF55                | 29 dicembre 2008  | Mount Lemmon Survey |
| 528715 - | 2008 YL55                | 22 dicembre 2008  | Spacewatch          |
| 528716 - | 2008 YH63                | 30 dicembre 2008  | Mount Lemmon Survey |
| 528717 - | 2008 YC64                | 30 dicembre 2008  | Mount Lemmon Survey |
| 528718 - | 2008 YS64                | 30 dicembre 2008  | Mount Lemmon Survey |
| 528719 - | 2008 YP74                | 30 dicembre 2008  | Spacewatch          |
| 528720 - | 2008 YC79                | 30 dicembre 2008  | Mount Lemmon Survey |
| 528721 - | 2008 YU79                | 30 dicembre 2008  | Mount Lemmon Survey |
| 528722 - | 2008 YG84                | 3 dicembre 2008   | Mount Lemmon Survey |
| 528723 - | 2008 YJ84                | 3 dicembre 2008   | Mount Lemmon Survey |
| 528724 - | 2008 YV84                | 3 dicembre 2008   | Mount Lemmon Survey |
| 528725 - | 2008 YQ91                | 21 dicembre 2008  | Spacewatch          |
| 528726 - | 2008 YK93                | 14 settembre 2007 | Mount Lemmon Survey |
| 528727 - | 2008 YL94                | 21 dicembre 2008  | Mount Lemmon Survey |
| 528728 - | 2008 YC97                | 22 dicembre 2008  | Spacewatch          |
| 528729 - | 2008 YH99                | 29 dicembre 2008  | Spacewatch          |
| 528730 - | 2008 YS104               | 29 dicembre 2008  | Spacewatch          |
| 528731 - | 2008 YP113               | 29 dicembre 2008  | Spacewatch          |
| 528732 - | 2008 YB119               | 29 dicembre 2008  | Spacewatch          |
| 528733 - | 2008 YA120               | 22 dicembre 2008  | Spacewatch          |
| 528734 - | 2008 YV120               | 22 dicembre 2008  | Spacewatch          |
| 528735 - | 2008 YC126               | 22 dicembre 2008  | Spacewatch          |
| 528736 - | 2008 YS126               | 30 dicembre 2008  | Spacewatch          |
| 528737 - | 2008 YW133               | 4 dicembre 2008   | Spacewatch          |
| 528738 - | 2008 YH138               | 22 dicembre 2008  | Spacewatch          |
| 528739 - | 2008 YJ138               | 22 dicembre 2008  | Spacewatch          |
| 528740 - | 2008 YV141               | 30 dicembre 2008  | Spacewatch          |
| 528741 - | 2008 YB142               | 31 ottobre 2008   | Mount Lemmon Survey |
| 528742 - | 2008 YS148               | 1º dicembre 2008  | Mount Lemmon Survey |
| 528743 - | 2008 YH149               | 21 dicembre 2008  | Spacewatch          |
| 528744 - | 2008 YD150               | 21 dicembre 2008  | Mount Lemmon Survey |
| 528745 - | 2008 YU150               | 22 dicembre 2008  | Spacewatch          |
| 528746 - | 2008 YZ153               | 21 dicembre 2008  | Mount Lemmon Survey |
| 528747 - | 2008 YE158               | 30 dicembre 2008  | Spacewatch          |
| 528748 - | 2008 YL161               | 19 novembre 2008  | Mount Lemmon Survey |
| 528749 - | 2008 YH164               | 21 dicembre 2008  | Spacewatch          |
| 528750 - | 2008 YQ172               | 21 dicembre 2008  | Mount Lemmon Survey |
| 528751 - | 2008 YY174               | 15 settembre 2007 | Mount Lemmon Survey |
| 528752 - | 2008 YU175               | 22 dicembre 2008  | Spacewatch          |
| 528753 - | 2008 YW175               | 21 dicembre 2008  | Spacewatch          |
| 528754 - | 2008 YX175               | 22 dicembre 2008  | Spacewatch          |
| 528755 - | 2008 YY175               | 11 settembre 2007 | Mount Lemmon Survey |
| 528756 - | 2009 AS                  | 1º gennaio 2009   | Mount Lemmon Survey |
| 528757 - | 2009 AU8                 | 1º gennaio 2009   | Spacewatch          |
| 528758 - | 2009 AH9                 | 5 dicembre 2008   | Mount Lemmon Survey |
| 528759 - | 2009 AR15                | 2 gennaio 2009    | Spacewatch          |
| 528760 - | 2009 AO17                | 2 gennaio 2009    | Spacewatch          |
| 528761 - | 2009 AS18                | 4 dicembre 2008   | Mount Lemmon Survey |
| 528762 - | 2009 AO20                | 4 dicembre 2008   | Mount Lemmon Survey |
| 528763 - | 2009 AC24                | 22 dicembre 2008  | Mount Lemmon Survey |
| 528764 - | 2009 AA31                | 15 gennaio 2009   | Spacewatch          |
| 528765 - | 2009 AU31                | 21 dicembre 2008  | Spacewatch          |
| 528766 - | 2009 AA37                | 4 dicembre 2008   | Mount Lemmon Survey |
| 528767 - | 2009 AJ42                | 1º gennaio 2009   | Mount Lemmon Survey |
| 528768 - | 2009 AA45                | 3 gennaio 2009    | Spacewatch          |
| 528769 - | 2009 AT45                | 1º gennaio 2009   | Spacewatch          |
| 528770 - | 2009 AP47                | 3 gennaio 2009    | Spacewatch          |
| 528771 - | 2009 AU51                | 21 dicembre 2008  | Mount Lemmon Survey |
| 528772 - | 2009 AV51                | 15 gennaio 2009   | Spacewatch          |
| 528773 - | 2009 AH52                | 2 gennaio 2009    | Mount Lemmon Survey |
| 528774 - | 2009 AQ52                | 2 gennaio 2009    | Mount Lemmon Survey |
| 528775 - | 2009 BU3                 | 18 gennaio 2009   | LINEAR              |
| 528776 - | 2009 BS6                 | 22 dicembre 2008  | Mount Lemmon Survey |
| 528777 - | 2009 BB8                 | 30 ottobre 2008   | Mount Lemmon Survey |
| 528778 - | 2009 BF11                | 26 gennaio 2009   | LINEAR              |
| 528779 - | 2009 BU13                | 29 dicembre 2008  | CSS                 |
| 528780 - | 2009 BU14                | 31 dicembre 2008  | Spacewatch          |
| 528781 - | 2009 BH18                | 21 dicembre 2008  | Mount Lemmon Survey |
| 528782 - | 2009 BP19                | 16 gennaio 2009   | Mount Lemmon Survey |
| 528783 - | 2009 BM22                | 1º gennaio 2009   | Mount Lemmon Survey |
| 528784 - | 2009 BC23                | 17 gennaio 2009   | Spacewatch          |
| 528785 - | 2009 BN23                | 17 gennaio 2009   | Spacewatch          |
| 528786 - | 2009 BT25                | 31 dicembre 2008  | Mount Lemmon Survey |
| 528787 - | 2009 BX27                | 16 gennaio 2009   | Spacewatch          |
| 528788 - | 2009 BT30                | 16 gennaio 2009   | Spacewatch          |
| 528789 - | 2009 BT31                | 16 gennaio 2009   | Spacewatch          |
| 528790 - | 2009 BF36                | 16 gennaio 2009   | Spacewatch          |
| 528791 - | 2009 BR36                | 16 gennaio 2009   | Spacewatch          |
| 528792 - | 2009 BO37                | 1º gennaio 2009   | Mount Lemmon Survey |
| 528793 - | 2009 BR38                | 16 gennaio 2009   | Spacewatch          |
| 528794 - | 2009 BG46                | 16 gennaio 2009   | Spacewatch          |
| 528795 - | 2009 BM48                | 16 gennaio 2009   | Spacewatch          |
| 528796 - | 2009 BV48                | 16 gennaio 2009   | Spacewatch          |
| 528797 - | 2009 BB52                | 16 gennaio 2009   | Spacewatch          |
| 528798 - | 2009 BS52                | 16 gennaio 2009   | Mount Lemmon Survey |
| 528799 - | 2009 BV52                | 16 gennaio 2009   | Mount Lemmon Survey |
| 528800 - | 2009 BG53                | 30 dicembre 2008  | Mount Lemmon Survey |

## 528801–528900
| Nome     | Designazione provvisoria | Data di scoperta  | Scopritore          |
| -------- | ------------------------ | ----------------- | ------------------- |
| 528801 - | 2009 BF54                | 1º gennaio 2009   | Mount Lemmon Survey |
| 528802 - | 2009 BE56                | 3 gennaio 2009    | Spacewatch          |
| 528803 - | 2009 BJ56                | 17 gennaio 2009   | Mount Lemmon Survey |
| 528804 - | 2009 BJ58                | 29 gennaio 2009   | CSS                 |
| 528805 - | 2009 BM60                | 17 gennaio 2009   | Mallorca Obs.       |
| 528806 - | 2009 BP61                | 18 gennaio 2009   | Spacewatch          |
| 528807 - | 2009 BL71                | 30 gennaio 2009   | CSS                 |
| 528808 - | 2009 BW71                | 27 gennaio 2009   | Alianza S4 Obs.     |
| 528809 - | 2009 BM72                | 18 gennaio 2009   | Spacewatch          |
| 528810 - | 2009 BX74                | 20 gennaio 2009   | CSS                 |
| 528811 - | 2009 BS83                | 20 gennaio 2009   | Spacewatch          |
| 528812 - | 2009 BP86                | 15 gennaio 2009   | Spacewatch          |
| 528813 - | 2009 BY88                | 25 gennaio 2009   | Spacewatch          |
| 528814 - | 2009 BG91                | 15 gennaio 2009   | Spacewatch          |
| 528815 - | 2009 BB92                | 25 gennaio 2009   | Spacewatch          |
| 528816 - | 2009 BP96                | 26 ottobre 2008   | Spacewatch          |
| 528817 - | 2009 BS100               | 29 gennaio 2009   | Spacewatch          |
| 528818 - | 2009 BM103               | 25 gennaio 2009   | Spacewatch          |
| 528819 - | 2009 BN105               | 16 gennaio 2009   | Spacewatch          |
| 528820 - | 2009 BU110               | 31 gennaio 2009   | Mount Lemmon Survey |
| 528821 - | 2009 BO114               | 16 gennaio 2009   | Mount Lemmon Survey |
| 528822 - | 2009 BV115               | 31 dicembre 2008  | Mount Lemmon Survey |
| 528823 - | 2009 BA118               | 22 dicembre 2008  | Spacewatch          |
| 528824 - | 2009 BH121               | 31 dicembre 2008  | Mount Lemmon Survey |
| 528825 - | 2009 BU123               | 20 gennaio 2009   | Spacewatch          |
| 528826 - | 2009 BQ124               | 31 gennaio 2009   | Spacewatch          |
| 528827 - | 2009 BZ125               | 29 gennaio 2009   | Spacewatch          |
| 528828 - | 2009 BT132               | 21 novembre 2008  | Mount Lemmon Survey |
| 528829 - | 2009 BA135               | 29 gennaio 2009   | Spacewatch          |
| 528830 - | 2009 BJ136               | 15 gennaio 2009   | Spacewatch          |
| 528831 - | 2009 BN136               | 29 dicembre 2008  | Mount Lemmon Survey |
| 528832 - | 2009 BV137               | 16 gennaio 2009   | Mount Lemmon Survey |
| 528833 - | 2009 BD140               | 30 dicembre 2008  | Mount Lemmon Survey |
| 528834 - | 2009 BD142               | 30 gennaio 2009   | Spacewatch          |
| 528835 - | 2009 BP143               | 30 gennaio 2009   | Spacewatch          |
| 528836 - | 2009 BS144               | 20 gennaio 2009   | Spacewatch          |
| 528837 - | 2009 BA145               | 30 gennaio 2009   | Spacewatch          |
| 528838 - | 2009 BY145               | 16 gennaio 2009   | Spacewatch          |
| 528839 - | 2009 BX153               | 16 gennaio 2009   | Mount Lemmon Survey |
| 528840 - | 2009 BT155               | 25 marzo 2006     | Spacewatch          |
| 528841 - | 2009 BZ159               | 31 dicembre 2008  | Mount Lemmon Survey |
| 528842 - | 2009 BB169               | 18 settembre 2006 | Spacewatch          |
| 528843 - | 2009 BA171               | 16 gennaio 2009   | Mount Lemmon Survey |
| 528844 - | 2009 BC177               | 19 gennaio 2009   | Mount Lemmon Survey |
| 528845 - | 2009 BQ179               | 17 gennaio 2009   | Spacewatch          |
| 528846 - | 2009 BZ183               | 20 gennaio 2009   | CSS                 |
| 528847 - | 2009 BD185               | 11 ottobre 2007   | Spacewatch          |
| 528848 - | 2009 BG187               | 26 gennaio 2009   | LINEAR              |
| 528849 - | 2009 BK192               | 21 ottobre 2007   | Mount Lemmon Survey |
| 528850 - | 2009 BP192               | 16 gennaio 2009   | Spacewatch          |
| 528851 - | 2009 BW192               | 25 gennaio 2009   | Spacewatch          |
| 528852 - | 2009 BX192               | 25 gennaio 2009   | Spacewatch          |
| 528853 - | 2009 BZ192               | 31 gennaio 2009   | Mount Lemmon Survey |
| 528854 - | 2009 BA193               | 1º novembre 2007  | Mount Lemmon Survey |
| 528855 - | 2009 BC193               | 20 gennaio 2009   | Mount Lemmon Survey |
| 528856 - | 2009 BH193               | 31 gennaio 2009   | Mount Lemmon Survey |
| 528857 - | 2009 CT                  | 2 febbraio 2009   | CSS                 |
| 528858 - | 2009 CB2                 | 4 febbraio 2009   | Spacewatch          |
| 528859 - | 2009 CR5                 | 14 febbraio 2009  | Spacewatch          |
| 528860 - | 2009 CH13                | 1º febbraio 2009  | Mount Lemmon Survey |
| 528861 - | 2009 CF19                | 23 dicembre 2001  | Spacewatch          |
| 528862 - | 2009 CU21                | 3 gennaio 2009    | Mount Lemmon Survey |
| 528863 - | 2009 CZ22                | 1º febbraio 2009  | Spacewatch          |
| 528864 - | 2009 CZ33                | 23 novembre 2008  | Mount Lemmon Survey |
| 528865 - | 2009 CF35                | 2 febbraio 2009   | Mount Lemmon Survey |
| 528866 - | 2009 CX39                | 31 ottobre 2008   | Mount Lemmon Survey |
| 528867 - | 2009 CK42                | 25 gennaio 2009   | LINEAR              |
| 528868 - | 2009 CA43                | 22 dicembre 2008  | Spacewatch          |
| 528869 - | 2009 CJ44                | 29 gennaio 2009   | Mount Lemmon Survey |
| 528870 - | 2009 CB47                | 2 gennaio 2009    | Mount Lemmon Survey |
| 528871 - | 2009 CQ48                | 29 dicembre 2008  | Mount Lemmon Survey |
| 528872 - | 2009 CO49                | 14 febbraio 2009  | Mount Lemmon Survey |
| 528873 - | 2009 CW49                | 25 gennaio 2009   | CSS                 |
| 528874 - | 2009 CY50                | 21 dicembre 2008  | Spacewatch          |
| 528875 - | 2009 CY51                | 18 gennaio 2009   | Spacewatch          |
| 528876 - | 2009 CL60                | 3 febbraio 2009   | Spacewatch          |
| 528877 - | 2009 CB65                | 5 febbraio 2009   | Mount Lemmon Survey |
| 528878 - | 2009 CG67                | 1º febbraio 2009  | Spacewatch          |
| 528879 - | 2009 CH67                | 1º febbraio 2009  | Mount Lemmon Survey |
| 528880 - | 2009 CN67                | 21 agosto 2006    | Spacewatch          |
| 528881 - | 2009 DS6                 | 1º gennaio 2009   | Mount Lemmon Survey |
| 528882 - | 2009 DP15                | 3 dicembre 2008   | Mount Lemmon Survey |
| 528883 - | 2009 DF18                | 19 febbraio 2009  | Spacewatch          |
| 528884 - | 2009 DG18                | 19 febbraio 2009  | Spacewatch          |
| 528885 - | 2009 DK22                | 3 gennaio 2009    | Mount Lemmon Survey |
| 528886 - | 2009 DZ24                | 1º febbraio 2009  | Spacewatch          |
| 528887 - | 2009 DN25                | 1º febbraio 2009  | Spacewatch          |
| 528888 - | 2009 DC26                | 21 febbraio 2009  | Mount Lemmon Survey |
| 528889 - | 2009 DT34                | 20 febbraio 2009  | Spacewatch          |
| 528890 - | 2009 DD36                | 21 febbraio 2009  | Spacewatch          |
| 528891 - | 2009 DB37                | 15 gennaio 2009   | Spacewatch          |
| 528892 - | 2009 DS42                | 19 febbraio 2009  | Mallorca Obs.       |
| 528893 - | 2009 DW46                | 2 febbraio 2009   | CSS                 |
| 528894 - | 2009 DR47                | 22 febbraio 2009  | LINEAR              |
| 528895 - | 2009 DF48                | 27 febbraio 2009  | CSS                 |
| 528896 - | 2009 DA49                | 19 febbraio 2009  | CSS                 |
| 528897 - | 2009 DF51                | 22 dicembre 2008  | Mount Lemmon Survey |
| 528898 - | 2009 DR52                | 22 febbraio 2009  | Spacewatch          |
| 528899 - | 2009 DJ54                | 1º febbraio 2009  | Spacewatch          |
| 528900 - | 2009 DQ54                | 25 gennaio 2009   | Spacewatch          |

## 528901–529000
| Nome                  | Designazione provvisoria | Data di scoperta  | Scopritore          |
| --------------------- | ------------------------ | ----------------- | ------------------- |
| 528901 -              | 2009 DY56                | 14 febbraio 2009  | Spacewatch          |
| 528902 -              | 2009 DZ58                | 3 gennaio 2009    | Mount Lemmon Survey |
| 528903 -              | 2009 DR61                | 22 febbraio 2009  | Spacewatch          |
| 528904 -              | 2009 DX66                | 3 febbraio 2009   | Spacewatch          |
| 528905 -              | 2009 DQ74                | 3 febbraio 2009   | Mount Lemmon Survey |
| 528906 -              | 2009 DE78                | 19 febbraio 2009  | Mallorca Obs.       |
| 528907 -              | 2009 DL83                | 24 febbraio 2009  | Spacewatch          |
| 528908 -              | 2009 DN88                | 22 febbraio 2009  | Spacewatch          |
| 528909 -              | 2009 DS94                | 28 febbraio 2009  | Mount Lemmon Survey |
| 528910 -              | 2009 DG96                | 5 febbraio 2009   | Spacewatch          |
| 528911 -              | 2009 DT102               | 26 febbraio 2009  | Spacewatch          |
| 528912 -              | 2009 DS103               | 10 settembre 2007 | Mount Lemmon Survey |
| 528913 -              | 2009 DF114               | 19 febbraio 2009  | Mount Lemmon Survey |
| 528914 -              | 2009 DZ114               | 26 febbraio 2009  | Spacewatch          |
| 528915 -              | 2009 DC117               | 27 febbraio 2009  | Spacewatch          |
| 528916 -              | 2009 DN122               | 27 febbraio 2009  | Spacewatch          |
| 528917 -              | 2009 DE124               | 19 febbraio 2009  | Spacewatch          |
| 528918 -              | 2009 DK131               | 19 febbraio 2009  | Spacewatch          |
| 528919 -              | 2009 DT131               | 19 febbraio 2009  | Spacewatch          |
| 528920 -              | 2009 DS132               | 22 febbraio 2009  | Mount Lemmon Survey |
| 528921 -              | 2009 DG136               | 29 agosto 2006    | Spacewatch          |
| 528922 -              | 2009 DB145               | 13 settembre 2007 | Mount Lemmon Survey |
| 528923 -              | 2009 DF146               | 6 settembre 1997  | ODAS                |
| 528924 -              | 2009 DK146               | 19 febbraio 2009  | Spacewatch          |
| 528925 -              | 2009 DL146               | 19 febbraio 2009  | Mount Lemmon Survey |
| 528926 -              | 2009 DM146               | 20 febbraio 2009  | Spacewatch          |
| 528927 -              | 2009 DN146               | 21 febbraio 2009  | Mount Lemmon Survey |
| 528928 -              | 2009 DP146               | 27 febbraio 2009  | Spacewatch          |
| 528929 -              | 2009 EV1                 | 22 febbraio 2009  | Spacewatch          |
| 528930 -              | 2009 ET8                 | 2 marzo 2009      | Mount Lemmon Survey |
| 528931 -              | 2009 EV14                | 20 febbraio 2009  | Spacewatch          |
| 528932 -              | 2009 EQ20                | 2 marzo 2009      | Spacewatch          |
| 528933 -              | 2009 EA25                | 4 febbraio 2009   | Mount Lemmon Survey |
| 528934 -              | 2009 EF30                | 2 marzo 2009      | Mount Lemmon Survey |
| 528935 -              | 2009 EQ32                | 3 marzo 2009      | Spacewatch          |
| 528936 -              | 2009 ER32                | 2 marzo 2009      | Spacewatch          |
| 528937 -              | 2009 ES32                | 2 marzo 2009      | Spacewatch          |
| 528938 -              | 2009 ET32                | 3 marzo 2009      | Spacewatch          |
| 528939 -              | 2009 FH15                | 3 febbraio 2009   | Spacewatch          |
| 528940 -              | 2009 FL15                | 16 marzo 2009     | Mount Lemmon Survey |
| 528941 -              | 2009 FP18                | 16 settembre 2006 | Spacewatch          |
| 528942 -              | 2009 FN25                | 20 marzo 2009     | Mallorca Obs.       |
| 528943 -              | 2009 FU26                | 3 marzo 2009      | CSS                 |
| 528944 -              | 2009 FB44                | 25 marzo 2009     | Mount Lemmon Survey |
| 528945 -              | 2009 FQ47                | 28 marzo 2009     | Spacewatch          |
| 528946 -              | 2009 FH50                | 17 novembre 2007  | Spacewatch          |
| 528947 -              | 2009 FH52                | 28 marzo 2009     | Mount Lemmon Survey |
| 528948 -              | 2009 FG54                | 29 marzo 2009     | Mount Lemmon Survey |
| 528949 -              | 2009 FX54                | 24 marzo 2009     | Mount Lemmon Survey |
| 528950 -              | 2009 FY54                | 24 marzo 2009     | Mount Lemmon Survey |
| 528951 -              | 2009 FK63                | 28 settembre 2006 | Spacewatch          |
| 528952 -              | 2009 FJ64                | 31 marzo 2009     | Spacewatch          |
| 528953 -              | 2009 FW64                | 16 marzo 2009     | Spacewatch          |
| 528954 -              | 2009 FG65                | 19 febbraio 2009  | Spacewatch          |
| 528955 -              | 2009 FY68                | 16 marzo 2009     | Spacewatch          |
| 528956 -              | 2009 FB71                | 28 marzo 2009     | Spacewatch          |
| 528957 -              | 2009 FY72                | 19 marzo 2009     | Mount Lemmon Survey |
| 528958 -              | 2009 FO76                | 29 marzo 2009     | Spacewatch          |
| 528959 -              | 2009 FR79                | 24 marzo 2009     | Mount Lemmon Survey |
| 528960 -              | 2009 FA80                | 21 marzo 2009     | Mount Lemmon Survey |
| 528961 -              | 2009 FG80                | 31 marzo 2009     | Mount Lemmon Survey |
| 528962 -              | 2009 FR81                | 22 febbraio 2009  | Spacewatch          |
| 528963 -              | 2009 FS81                | 19 marzo 2009     | Spacewatch          |
| 528964 -              | 2009 FU81                | 29 marzo 2009     | Mount Lemmon Survey |
| 528965 -              | 2009 GD6                 | 2 aprile 2009     | Spacewatch          |
| 528966 -              | 2009 HZ                  | 20 febbraio 2009  | Mount Lemmon Survey |
| 528967 -              | 2009 HU6                 | 21 marzo 2009     | CSS                 |
| 528968 -              | 2009 HN7                 | 28 marzo 2009     | Spacewatch          |
| 528969 -              | 2009 HO7                 | 17 aprile 2009    | Spacewatch          |
| 528970 -              | 2009 HU7                 | 2 aprile 2009     | Spacewatch          |
| 528971 -              | 2009 HD13                | 16 marzo 2009     | Spacewatch          |
| 528972 -              | 2009 HM15                | 1º marzo 2009     | Spacewatch          |
| 528973 -              | 2009 HC22                | 17 aprile 2009    | Spacewatch          |
| 528974 -              | 2009 HH22                | 17 marzo 2009     | Spacewatch          |
| 528975 -              | 2009 HG23                | 25 settembre 2006 | Spacewatch          |
| 528976 -              | 2009 HL26                | 18 aprile 2009    | Spacewatch          |
| 528977 -              | 2009 HW26                | 16 marzo 2009     | Spacewatch          |
| 528978 -              | 2009 HE27                | 4 ottobre 2006    | Mount Lemmon Survey |
| 528979 -              | 2009 HC30                | 19 aprile 2009    | Spacewatch          |
| 528980 -              | 2009 HP37                | 20 febbraio 2009  | Mount Lemmon Survey |
| 528981 -              | 2009 HR46                | 2 aprile 2009     | Mount Lemmon Survey |
| 528982 -              | 2009 HU53                | 20 aprile 2009    | Spacewatch          |
| 528983 -              | 2009 HL61                | 20 aprile 2009    | Mount Lemmon Survey |
| 528984 -              | 2009 HM65                | 23 aprile 2009    | Spacewatch          |
| 528985 -              | 2009 HO67                | 26 aprile 2009    | Spacewatch          |
| 528986 -              | 2009 HA69                | 30 gennaio 2008   | Mount Lemmon Survey |
| 528987 -              | 2009 HT69                | 22 aprile 2009    | Mount Lemmon Survey |
| 528988 -              | 2009 HQ70                | 2 aprile 2009     | Spacewatch          |
| 528989 -              | 2009 HW76                | 4 febbraio 2005   | Spacewatch          |
| 528990 -              | 2009 HX78                | 26 aprile 2009    | Spacewatch          |
| 528991 -              | 2009 HE82                | 29 aprile 2009    | Mount Lemmon Survey |
| 528992 -              | 2009 HX89                | 22 aprile 2009    | Mount Lemmon Survey |
| 528993 -              | 2009 HE91                | 31 marzo 2009     | Mount Lemmon Survey |
| 528994 -              | 2009 HM93                | 30 aprile 2009    | Spacewatch          |
| 528995 -              | 2009 HU100               | 22 aprile 2009    | Mount Lemmon Survey |
| 528996 -              | 2009 HY102               | 17 aprile 2009    | Spacewatch          |
| 528997 Tanakatakenori | 2009 HW104               | 20 aprile 2009    | T. V. Kryachko      |
| 528998 -              | 2009 HK108               | 4 ottobre 2006    | Mount Lemmon Survey |
| 528999 -              | 2009 HV108               | 27 aprile 2009    | Mount Lemmon Survey |
| 529000 -              | 2009 HZ108               | 22 aprile 2009    | Mount Lemmon Survey |